# Halammohydra andamanensis
Halammohydra andamanensis is een hydroïdpoliep uit de familie Halammohydridae. De poliep komt uit het geslacht Halammohydra. Halammohydra andamanensis werd in 1978 voor het eerst wetenschappelijk beschreven door Chandrasekhara Rao. 